# Saison 1 de Mistresses
Chronologie
Saison 2
Cet article présente le guide des épisodes de la première saison de la série télévisée américaine Mistresses.

## Généralités
- Initialement prévue le 27 mai 2013, ABC a décidé de la déplacer au 3 juin 2013[1].
- Au Canada, elle est diffusée en simultané sur le réseau CTV.
- En Belgique, la saison a été diffusée du 15 juin 2014 au 20 juillet 2014 sur RTL-TVI.
- En Suisse, elle a été diffusée du 4 janvier 2015 au 15 février 2015 sur RTS Un.
- En France, la série a été diffusée en avant première du 28 septembre 2014 au 2 novembre 2014 sur Téva. Puis du 7 avril 2015[2] au 21 avril 2015 sur M6.
- Au Québec, à partir du 24 août 2015 sur Moi & Cie Télé.

## Distribution

### Acteurs principaux
- Alyssa Milano (VF : Magali Barney) : Savannah « Savi » Davis
- Yunjin Kim (VF : Yumi Fujimori) : Karen Kim
- Rochelle Aytes (VF : Sophie Riffont) : April Malloy
- Jes Macallan (VF : Victoria Grosbois) : Josslyn « Joss » Carver
- Brett Tucker (VF : Stéphane Pouplard) : Harry Davis
- Jason George (VF : Denis Laustriat) : Dominic Taylor
- Erik Stocklin (VF : Nicolas Bacon) : Samuel « Sam » Grey

### Acteurs récurrents et invités
- Corinne Massiah (VF : Garance Pauwels) : Lucy Malloy
- Cameron Bender (en) (VF : Franck Lorrain) : Richard Grieco
- Penelope Ann Miller (VF : Ariane Deviègue) : Elizabeth Grey, mère de Sam
- Shannyn Sossamon (VF : Julie Dumas) : Alex
- Tory Mussett (VF : Véronique Picciotto) : Sally
- Mike Dopud (VF : Éric Herson-Macarel) : Olivier Dubois
- Dondre Whitfield (en) (VF : Daniel Lobé) : Paul Malloy
- Tehmina Sunny (VF : Nathalie Regnier) : Natalie Wade
- John Schneider ( VF : Patrick Béthune) : Thomas Grey
- Matthew Del Negro (VF : Serge Faliu) : Jacob Pollack, collègue de Karen
- Kate Beahan (VF : Pauline Moingeon Vallès) : Miranda Nickleby
- Gary Dourdan (VF : Éric Aubrahn) : Anthony Newsome, détective
- Kelly Smith (VF : Cindy Lemineur) : Mona
- Lenora May (VF : Jocelyne Darche) : Dr Alana Chertoff
- John H. Martin (en) (VF : Yann Guillemot) : Ron Mitchell

### Invités
- Sunkrish Bala (en) : Hamid (épisode 1)
- Ashley Newbrough (VF : Olivia Luccioni) : Kyra (épisode 6)
- JoBeth Williams : Janet Carver, mère de Savannah et Josslyn (épisode 9)

## Liste des épisodes

### Épisode 1:Haute infidélité
- États-Unis /  Canada : 3 juin 2013 sur ABC[3] / CTV
- Belgique : 15 juin 2014 sur RTL-TVI [4]
- France :
  - 28 septembre 2014 sur Téva[5]
  - 7 avril 2015 sur M6[2]
- Suisse : 4 janvier 2015 sur RTS Un[6]
- Québec : 24 août 2015 sur Moi & Cie Télé

- États-Unis : 4,4 millions de téléspectateurs[7] (première diffusion)
- Canada : 948 000 téléspectateurs[8] (première diffusion)
- Belgique : 211 700 téléspectateurs[9] (Première diffusion)
- France : 678 000 téléspectateurs[10] (Deuxième diffusion)

- Penelope Ann Miller (Elizabeth Grey)
- John Schneider (Thomas Grey)
- Shannyn Sossamon (Alex)
- Cameron Bender (Richard)
- Kate Beahan (Miranda)
- Sunkrish Bala (Hamid)

### Épisode 2:50 nuances de Joss
- États-Unis /  Canada : 10 juin 2013 sur ABC / CTV
- Belgique : 15 juin 2014 sur RTL-TVI
- France :
  - 28 septembre 2014 sur Téva
  - 8 avril 2015 sur M6
- Suisse : 4 janvier 2015 sur RTS Un
- Québec : 31 août 2015 sur Moi & Cie Télé

- États-Unis : 4,22 millions de téléspectateurs[11] (Première diffusion)
- Canada : 950 000 téléspectateurs[12] (Première diffusion)
- Belgique : 236 700 téléspectateurs[9] (Première diffusion)
- France : 547 000 téléspectateurs[13] (Deuxième diffusion)

- Penelope Ann Miller (Elizabeth Grey)
- Shannyn Sossamon (Alex)
- Matthew Del Negro (Jacob)
- Gary Dourdan (Anthony Newsome)

### Épisode 3:Raison et sentiments
- États-Unis /  Canada : 17 juin 2013 sur ABC / CTV
- Belgique : 15 juin 2014 sur RTL-TVI
- France :
  - 28 septembre 2014 sur Téva
  - 9 avril 2015 sur M6
- Suisse : 11 janvier 2015 sur RTS Un
- Québec : 7 septembre 2015 sur Moi & Cie Télé

- États-Unis : 3,76 millions de téléspectateurs[14] (Première diffusion)
- Canada : 799 000 téléspectateurs[15] (Première diffusion)
- Belgique : 182 600 téléspectateurs[9] (Première diffusion)
- France : 445 000 téléspectateurs[16] (Deuxième diffusion)

- Penelope Ann Miller (Elizabeth Grey)
- Cameron Bender (Richard)
- Matthew Del Negro (Jacob)
- John Schneider (Thomas Grey)
- Mike Dopud (Olivier)

### Épisode 4:Embrassez qui vous voudrez
- États-Unis /  Canada : 24 juin 2013 sur ABC / CTV
- Belgique : 22 juin 2014 sur RTL-TVI
- France :
  - 5 octobre 2014 sur Téva
  - 10 avril 2015 sur M6
- Suisse : 18 janvier 2015 sur RTS Un
- Québec : 14 septembre 2015 sur Moi & Cie Télé

- États-Unis : 3,57 millions de téléspectateurs[17] (première diffusion)
- Canada : 687 000 téléspectateurs[18] (Première diffusion)
- Belgique : 181 700 téléspectateurs[19] (Première diffusion)
- France : 523 000 téléspectateurs[13] (Deuxième diffusion)

- Shannyn Sossamon (Alex)
- Kate Beahan (Miranda Nickleby)
- Adam Shapiro (Jesse Olson)
- Victoria Mussett (Sally)
- John H. Martin (Ron Mitchell)
- Colrinne Massiah (Lucy)
- Jayden White (Scotty Nickleby)
- Lenora May (Dr Alana Chertoff)
- Beth Hall (frustrating customer)
- Sara Maraffino (hipster girl)
- Barry Livingston (OB-GYN)
- Karla Zamudo (admit nurse)
- Jessica Manuel (nurse)

### Épisode 5:D'amour et d'amitié
- États-Unis /  Canada : 1er juillet 2013 sur ABC / CTV
- Belgique : 22 juin 2014 sur RTL-TVI
- France :
  - 5 octobre 2014 sur Téva
  - 13 avril 2015 sur M6
- Suisse : 18 janvier 2015 sur RTS Un
- Québec : 21 septembre 2015 sur Moi & Cie Télé

- États-Unis : 3,62 millions de téléspectateurs[20] (Première diffusion)
- Canada : 657 000 téléspectateurs[21] (Première diffusion)
- Belgique : 192 300 téléspectateurs[19] (Première diffusion)
- France : 492 000 téléspectateurs[13] (Deuxième diffusion)

- Penelope Ann Miller (Elizabeth Grey)
- Gary Dourdan (Anthony Newsome)
- Cameron Bender (Richard)
- Matthew Del Negro (Jacob Lerner)
- Shannyn Sossamon (Alex)
- Corinne Massiah (Lucy)
- Victoria Mussett (Sally)
- Stacy Barnhisel (Lila)
- Lenora May (Dr Alana Chertoff)
- Peter Smith (Daniel)
- Kerry Knuppe (Jerica the paralegal)
- Margot Rose (Principal Anders)
- Wyatt Nash (hot naked guy)
- Sabrina Miller (LCCS secretary)

### Épisode 6:Pas de secrets entre nous
- États-Unis /  Canada : 8 juillet 2013 sur ABC / CTV
- Belgique : 29 juin 2014 sur RTL-TVI
- France :
  - 12 octobre 2014 sur Téva
  - 14 avril 2015 sur M6
- Suisse : 25 janvier 2015 sur RTS Un
- Québec : 28 septembre 2015 sur Moi & Cie Télé

- États-Unis : 3,85 millions de téléspectateurs[22] (Première diffusion)
- Belgique : 243 500 téléspectateurs[23] (Première diffusion)
- France : 478 000 téléspectateurs[13] (Deuxième diffusion)

- Kate Beahan (Miranda)
- Cameron Bender (Richard)
- Matthew Del Negro (Jacob Lerner)
- Mike Dopud (Olivier)
- Ashley Newbrough (Kyra)

### Épisode 7:La jalousie est un vilain défaut
- États-Unis /  Canada : 15 juillet 2013 sur ABC / CTV
- Belgique : 29 juin 2014 sur RTL-TVI
- France :
  - 12 octobre 2014 sur Téva
  - 15 avril 2015 sur M6
- Suisse : 25 janvier 2015 sur RTS Un
- Québec : 5 octobre 2015 sur Moi & Cie Télé

- États-Unis : 3,47 millions de téléspectateurs[24] (Première diffusion)
- Canada : 794 000 téléspectateurs[25] (Première diffusion)
- Belgique : 243 500 téléspectateurs[23] (Première diffusion)
- France : 549 000 téléspectateurs[13] (Deuxième diffusion)

- Cameron Bender (Richard)
- Mike Dopud (Olivier)
- Gary Dourdan (Anthony Newsome)
- Shannyn Sossamon (Alex)
- Dondre T. Whitfield (Paul Malloy)

### Épisode 8:L'Ultimatum
- États-Unis /  Canada : 22 juillet 2013 sur ABC / CTV
- Belgique : 6 juillet 2014 sur RTL-TVI
- France :
  - 19 octobre 2014 sur Téva
  - 16 avril 2015 sur M6
- Suisse : 1er février 2015 sur RTS Un
- Québec : 12 octobre 2015 sur Moi & Cie Télé

- États-Unis : 3,95 millions de téléspectateurs[26] (Première diffusion)
- Canada : 844 000 téléspectateurs[27] (Première diffusion)
- Belgique : 242 800 téléspectateurs[28] (Première diffusion)

- Penelope Ann Miller (Elizabeth Grey)
- Kate Beahan (Miranda Nickleby)
- Mike Dopud (Olivier Dubois)
- Lydia Hearst (Story)
- Shannyn Sossamon (Alex)
- Matthew Del Negro (Jacob)
- Dondre T. Whitfield (Paul Malloy)
- Victoria Mussett (Sally)
- John H. Martin (Ron Mitchell)
- Lenora May (Dr Alana Chertoff)
- Whitney Hoy (law office assistant)
- Bianca DeGroat (Karen's assistant)
- Tom Lommel (front desk guy)

### Épisode 9:Tout sur ma mère
- États-Unis /  Canada : 29 juillet 2013 sur ABC / CTV
- Belgique : 6 juillet 2014 sur RTL-TVI
- France :
  - 19 octobre 2014 sur Téva
  - 17 avril 2015 sur M6
- Suisse : 1er février 2015 sur RTS Un
- Québec : 19 octobre 2015 sur Moi & Cie Télé

- États-Unis : 3,96 millions de téléspectateurs[29] (Première diffusion)
- Canada : 856 000 téléspectateurs[30] (Première diffusion)
- Belgique : 229 300 téléspectateurs[28] (Première diffusion)

- JoBeth Williams (Janet)
- Cameron Bender (Richard)
- Dondre T. Whitfield (Paul Malloy)
- Penelope Ann Miller (Elizabeth Grey)
- Joseph Lyle Taylor (George Dingess)
- Corinne Massiah (Lucy)
- Madison Moellers (Madi)
- Rich Cooper (Todd)
- Andres Londono (Diego)
- Sonya Ashikyan (young Joss)
- Cheyanne Cope (young Savi)
- Roddy Jessup (young man)

### Épisode 10:Propositions indécentes
- États-Unis /  Canada : 19 août 2013 sur ABC / CTV
- Belgique : 13 juillet 2014 sur RTL-TVI
- France :
  - 26 octobre 2014 sur Téva
  - 20 avril 2015 sur M6
- Suisse : 8 février 2015 sur RTS Un
- Québec : 26 octobre 2015 sur Moi & Cie Télé

- États-Unis : 3,17 millions de téléspectateurs[31] (Première diffusion)
- Canada : 770 000 téléspectateurs[32] (Première diffusion)
- Belgique : 192 000 téléspectateurs[33] (Première diffusion)

- Cameron Bender (Richard)
- Mike Dopud (Olivier)
- Dondre T. Whitfield (Paul Malloy)
- Tehmina Sunny (Natalie)
- Alex Fernández (power husband)
- Ursula Brooks (power wife)
- Margaret Easley (PTA mom)
- J. R. Cacia (Jeff)
- Corinne Massiah (Lucy)
- Stacy Barnhisel (Lia)
- Jessica Cook (bartender)

### Épisode 11:Trahison suprême
- États-Unis /  Canada : 26 août 2013 sur ABC / CTV
- Belgique : 13 juillet 2014 sur RTL-TVI
- France :
  - 26 octobre 2014 sur Téva
  - 20 avril 2015 sur M6
- Suisse : 8 février 2015 sur RTS Un
- Québec : 2 novembre 2015 sur Moi & Cie Télé

- États-Unis : 3,46 millions de téléspectateurs[34] (Première diffusion)
- Canada : 827 000 téléspectateurs[35] (Première diffusion)
- Belgique : 147 800 téléspectateurs[33](Première diffusion)

- Penelope Ann Miller (Elizabeth Grey)
- Cameron Bender (Richard)
- Mike Dopud (Olivier)
- Dondre T. Whitfield (Paul Malloy)
- Gary Dourdan (Anthony Newsome)
- Matthew Del Negro (Jacob)
- Shannyn Sossamon (Alex)
- Tehmina Sunny (Natalie)
- Corinne Massiah (Lucy)
- Madison Moellers (Madi)
- Laura Margolis (teacher)
- Danny Fernandez (ice cream guy)
- James Hornbeck (Genzide manager)
- Livia Trevino (Genzide receptionist)

### Épisode 12:Je t'aime moi non plus
- États-Unis /  Canada : 2 septembre 2013 sur ABC / CTV
- Belgique : 20 juillet 2014 sur RTL-TVI
- France :
  - 2 novembre 2014 sur Téva
  - 21 avril 2015 sur M6
- Suisse : 15 février 2015 sur RTS Un
- Québec : 9 novembre 2015 sur Moi & Cie Télé

- États-Unis : 4,05 millions de téléspectateurs[36] (Première diffusion)
- Belgique : 171 900 téléspectateurs[37] (Première diffusion)
- France : 343 000 téléspectateurs[38] (Deuxième diffusion)

- Penelope Ann Miller (Elizabeth Grey)
- Cameron Bender (Richard)
- Mike Dopud (Olivier)
- Dondre T. Whitfield (Paul Malloy)
- Gary Dourdan (Anthony Newsome)
- Matthew Del Negro (Jacob)
- Shannyn Sossamon (Alex)
- Tehmina Sunny (Natalie)
- J. R. Cacia (Jeff)
- Ashley Newbrough (Krya)
- John Pleshette (Juge Kavanaugh)

### Épisode 13:Un week-end entre filles
- États-Unis /  Canada : 9 septembre 2013 sur ABC[39] / CTV
- Belgique : 20 juillet 2014 sur RTL-TVI
- France :
  - 2 novembre 2014 sur Téva
  - 21 avril 2015 sur M6
- Suisse : 15 février 2015 sur RTS Un
- Québec : 16 novembre 2015 sur Moi & Cie Télé

- États-Unis : 3,91 millions de téléspectateurs[40] (Première diffusion)
- Canada : 804 000 téléspectateurs[41] (Première diffusion)
- Belgique : 152 100 téléspectateurs[37] (Première diffusion)
- France : 520 000 téléspectateurs[38](Deuxième diffusion)

- Penelope Ann Miller (Elizabeth Grey)
- Cameron Bender (Richard)
- Dondre T. Whitfield (Paul Malloy)
- Mimi Kennedy (Dr Susannah Ayers)